# Randy Neugebauer

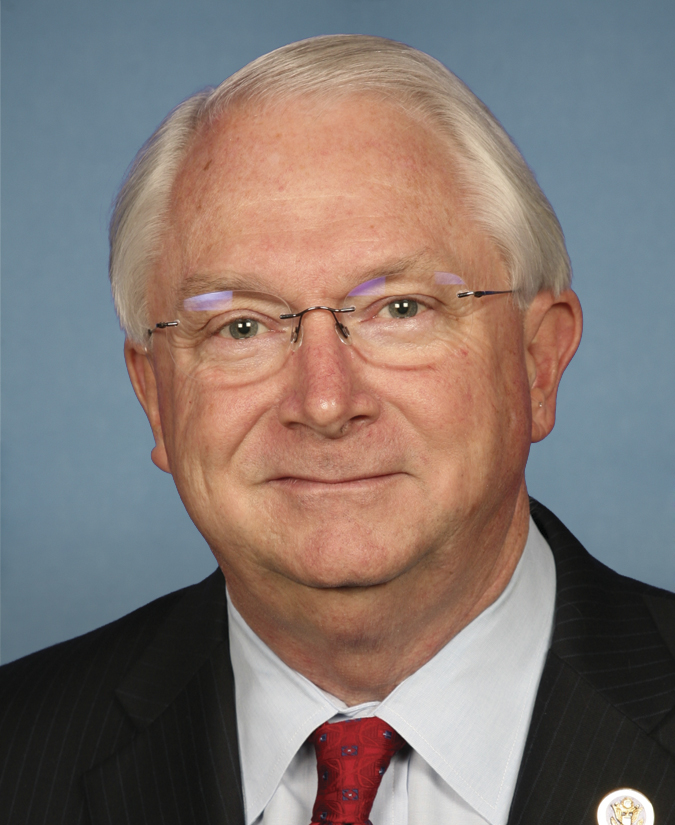
Randy Neugebauer (2011)

Charles Randolph „Randy“ Neugebauer (* 24. Dezember 1949 in St. Louis, Missouri) ist ein amerikanischer Politiker der Republikaner. Von 2003 bis 2017 vertrat er den Bundesstaat Texas im US-Repräsentantenhaus.

## Leben

### Familie, Ausbildung und Beruf
Randy Neugebauer besuchte bis 1968 die Coronado High School in Lubbock. Anschließend studierte er bis zu seinem Abschluss 1972 an der dortigen Texas Tech University. Danach arbeitete er in der Finanz- und Immobilienbranche und als Bauträger für landwirtschaftliche Flächen.
Mit seiner Frau Dana, mit der er seit 1971 verheiratet ist, hat der Baptist Neugebauer zwei Söhne.

### Politische Laufbahn
Während seiner Arbeit im privaten Sektor begann er als Mitglied der Republikanischen Partei eine politische Laufbahn. Zwischen 1992 und 1998 gehörte er dem Stadtrat von Lubbock an. Dabei war er in den Jahren 1994 bis 1996 kommissarischer Bürgermeister.
Nach dem Rücktritt des Kongressabgeordneten Larry Combest trat Neugebauer bei der fälligen außerordentlichen Nachwahl im Mai 2003 für dessen 19. Sitz von Texas im Repräsentantenhaus an und erhielt die meisten Stimmen, aber keine absolute Mehrheit, weshalb er sich erst in der zweiten Runde im Juni 2003 gegen seinen Konkurrenten Mike Conaway durchsetzte. Er wurde somit zum Nachfolger Combests in das US-Repräsentantenhaus in Washington, D.C. gewählt, wo er am 5. Juni 2003 sein neues Mandat antrat. Nach dem Fortfall seines bisherigen Sitzes durch Neueinteilung der Kongresswahlbezirke („Redistricting“) trat er bei der Wahl 2004 gegen Charles Stenholm, einen konservativen Südstaaten-Demokraten des Solid South, an. Auch wenn Stenholm in seinem Wahlkreis seit 1977 Mandatsinhaber gewesen war, galt er nach der Wahl 2000, die er mit 52 Prozent der Stimmen knapp gewonnen hatte, als einer der bedrohtesten demokratischen Mandatsträger; außerdem war der Kongresswahlkreis zu 58 Prozent aus Neugebauers bisherigem Sitz und nur zu 31 Prozent aus Stenholms gebildet worden, was zu einer strukturellen republikanischen Dominanz führte: Bei den Präsidentschaftswahlen 1992 und 1996 hatten die Republikaner in diesem Gebiet etwa 64 Prozent, George W. Bush im Jahr 2000 sogar 75 Prozent der Wählerstimmen erreicht. Neugebauer siegte in dem hart umkämpften Rennen mit 59,3 zu 40,7 Prozent der Stimmen. Seitdem gewann er seine Wiederwahlen ohne Schwierigkeiten.
Im Kongress ist Neugebauer Mitglied im Landwirtschaftsausschuss, im Finanzausschuss und im Ausschuss für Wissenschaft, Raumfahrt und Technologie. Neugebauer sitzt auch in sechs Unterausschüssen, darunter als Vorsitzender des Unterausschusses für Finanzinstitutionen und Verbraucherkredite, als der er nach der Subprime-Krise maßgeblich an der Neustrukturierung der öffentlichen amerikanischen Immobilienfinanzierung beteiligt ist. In der republikanischen Vorwahl für die US-Präsidentschaftswahl 2016 unterstützte er seinen politischen Wegbegleiter, den von der Tea-Party-Bewegung getragenen texanischen US-Senator Ted Cruz; Neugebauers Sohn Toby war einer der Großspender eines Cruz-nahen Super-PAC. Randy Neugebauer galt als einer der konservativsten Kongressabgeordneten und gehörte sowohl dem Tea Party Caucus als auch dem Republican Study Committee an.
Im September 2015 kündigte Neugebauer an, sich bei der Wahl zum Repräsentantenhaus im November 2016 nicht erneut zu bewerben, und gab familiäre Gründe an. Er schied am 3. Januar 2017 aus dem Kongress aus; sein Nachfolger wurde der Republikaner Jodey Arrington.